# English Bazar

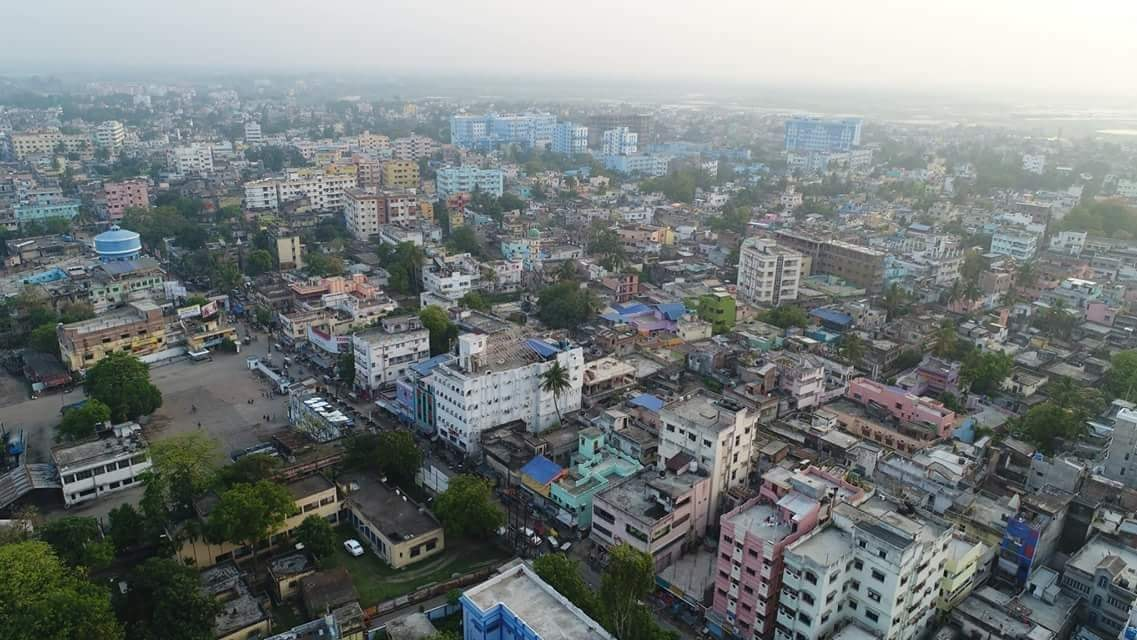
Blick auf die Stadt

English Bazar (Bengalisch: ইংলিশ বাজার), auch Malda, ist eine Stadt im indischen Bundesstaat Westbengalen mit rund 205.521 Einwohnern (Volkszählung 2011). Die Stadt stellt einen Gemeindeverband aus den beiden unabhängigen Gemeinden English Bazar und Old Malda dar. Die Stadt ist das Hauptquartier des Distrikt Malda.

## Bevölkerung
| Jahr      | 1991    | 2001    | 2011    |
| Einwohner | 139.204 | 161.456 | 205.521 |

English Bazar hat ein Geschlechterverhältnis von 924 Frauen pro 1000 Männer und damit einen für Indien häufigen Männerüberschuss. Die Stadt hatte 2011 eine Alphabetisierungsrate von 86,46 % (Männer: 88,77 %, Frauen: 84,04 %). Die Alphabetisierung liegt damit weit über dem nationalen Durchschnitt und dem von Westbengalen. Knapp 87,0 % der Bevölkerung sind Hindus, ca. 11,0 % sind Muslime, ca. 0,3 % sind Christen, je ca. 0,1 % sind Jainas, Sikhs und Buddhisten und ca. 1,5 % gaben keine Religionszugehörigkeit an oder praktizierten andere Religionen. 16,3 % der Bevölkerung sind Kinder unter 6 Jahre. Knapp 29,7 % der Bevölkerung leben in Slums oder Elendsvierteln.

## Infrastruktur
Der Flughafen Malda wurde 1972 aufgrund des Bangladesch-Krieges geschlossen. Zuvor gab es tägliche Direktflüge von Malda nach Kolkata, Delhi und Guwahati. Im Jahr 2014 startete die Regierung von Westbengalen direkte Hubschrauberflüge zwischen Malda und Kolkata, der Hauptstadt von Westbengalen. Derzeit (2019) wird er wieder zu einem kommerziellen Flughafen ausgebaut.
Es gibt vier Bahnhöfe, die die Metropole bedienen.

## Bildung
Die Stadt ist Standort des 2008 gegründeten University of Gour Banga. Daneben gibt viele weitere Schulen und Colleges in der Stadt, die sich auf verschiedene Bereiche wie Informatik, Medizin oder Ingenieurwesen spezialisiert haben.

## Gesundheit
English Bazar ist ein medizinisches Zentrum der Region. Mit dem 2011 etablierte Malda Medical College and Hospital gibt es ein modernes Krankenhaus. Es gibt viele primäre Gesundheitszentren in der Stadt. Private Pflegeheime, ein Pathologiezentrum, Kliniken und medizinische Geschäfte sind vorhanden.